# Les Brulais
Les Brulais (bretonisch: Ar Brugeier; Gallo: Lésbroelaè) ist eine französische Gemeinde mit 541 Einwohnern (Stand: 1. Januar 2022) im Département Ille-et-Vilaine in der Region Bretagne. Sie gehört zum Arrondissement Redon und zum Kanton Guichen. Die Einwohner werden Brulaisiens genannt.

## Geografie
Die Gemeinde Les Brulais liegt an der Grenze zum Département Morbihan, etwa 36 Kilometer südwestlich von Rennes. Im Nordwesten begrenzt der Fluss Aff das Gemeindegebiet. Umgeben wird Les Brulais von den Nachbargemeinden Maure-de-Bretagne im Norden, Osten und Süden, Comblessac im Südwesten sowie Guer im Westen und Nordwesten. 

## Bevölkerungsentwicklung
| Jahr          | 1962 | 1968 | 1975 | 1982 | 1990 | 1999 | 2006 | 2013 | 2020 |
| Einwohner     | 422  | 389  | 382  | 362  | 387  | 400  | 456  | 496  | 534  |
| Quelle: INSEE |      |      |      |      |      |      |      |      |      |

## Sehenswürdigkeiten
- Kirche Saint-Étienne-Saint-Melaine, 1835 erbaut
- Herrenhaus La Bouère

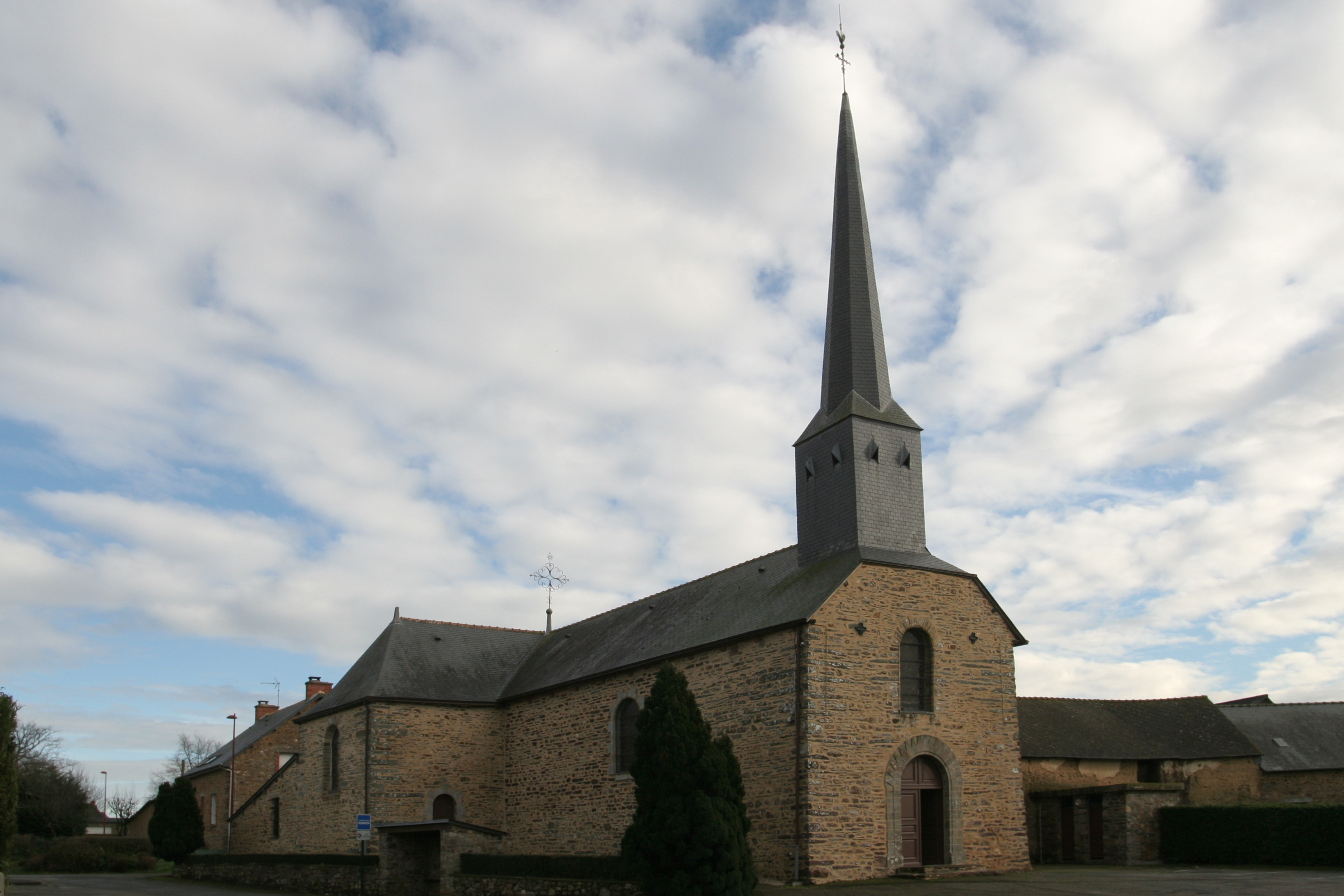
Kirche Saint-Étienne-et-Saint-Melaine
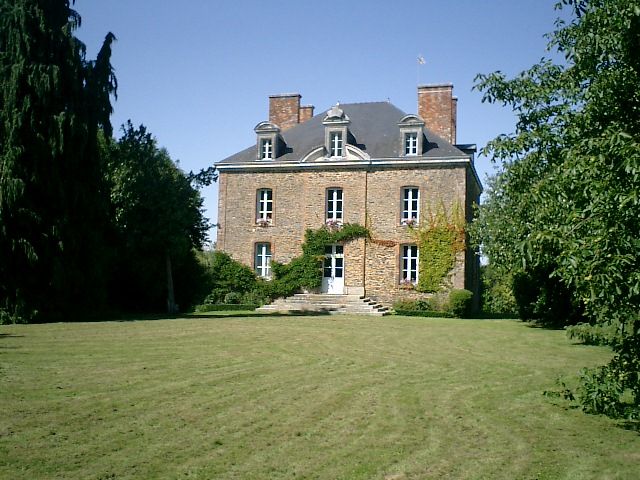
Herrenhaus La Bouère
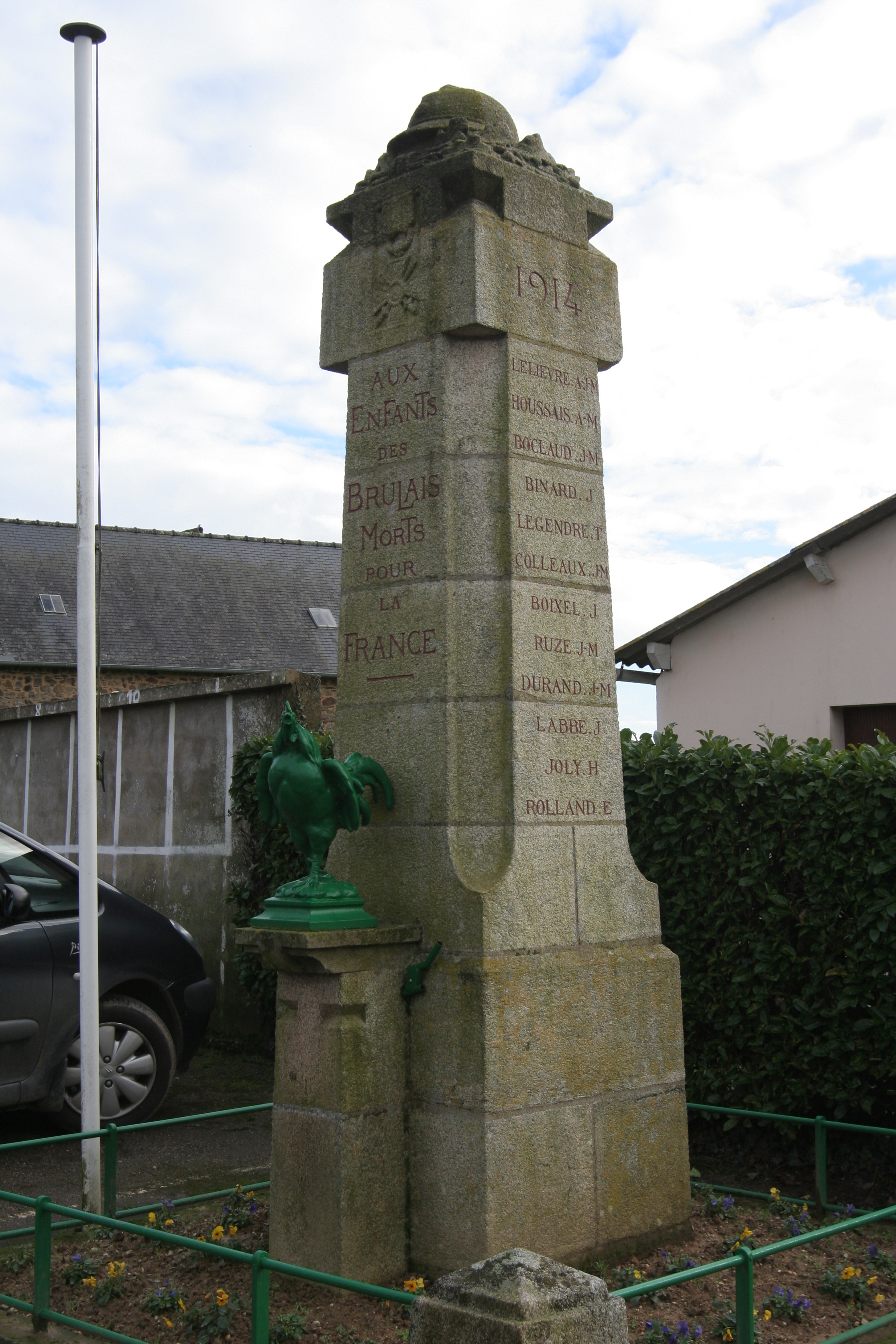
Gefallenendenkmal